# Mr. Writer
Mr. Writer è un singolo del gruppo rock gallese Stereophonics, pubblicato nel 2001 ed estratto dal loro terzo album in studio Just Enough Education to Perform.

## Tracce
- CD 1

1. Mr. Writer (edit)
2. Maritim Belle Vue in Kiel
3. An Audience with Mr. Nice

- CD 2

1. Mr. Writer (live acoustic)
2. Hurry Up and Wait (live acoustic)
3. Don't Let Me Down (live acoustic)

## Video
Il videoclip della canzone è stato diretto da David Slade.